# Liste der denkmalgeschützten Objekte in St. Jakob in Haus
Die Liste der denkmalgeschützten Objekte in St. Jakob in Haus enthält die 7 denkmalgeschützten, unbeweglichen Objekte der Tiroler Gemeinde St. Jakob in Haus.

## Denkmäler
| Foto |                 | Denkmal                                                                                       | Standort                            | Beschreibung | Metadaten |
| ---- | --------------- | --------------------------------------------------------------------------------------------- | ----------------------------------- | --- | --- |
| ja   | Datei hochladen | Kath. Pfarrkirche hl. Jakobus d. Ä. HERIS-ID: 55905 Objekt-ID: 64809 TKK: 15199               | Dorf 13 Standort KG: St. Jakob      | Die Kirche wurde 1689 neu errichtet, nachdem der 1309 erstmals urkundlich erwähnte gotische Vorgängerbau durch Lawinen zerstört worden war. An das schlichte dreijochige Langhaus mit Walmdach schließen der leicht eingezogene, dreiseitig schließende Chor und im Norden der Turm mit Giebelspitzhelm und gemalter Eckquaderung an. Im Inneren weist das Langhaus ein Tonnengewölbe mit Stichkappen auf gefasten Wandpfeilern auf, der Chor ist durch einen Gurtbogen abgesetzt. Die Deckengemälde in Medaillons wurden 1844 von Johann Endfelder geschaffen. | BDA-Hist.: Q38068669 Status: § 2a Stand der BDA-Liste: 2025-06-30 Name: Kath. Pfarrkirche hl. Jakobus d. Ä. GstNr.: .1 Pfarrkirche St. Jakob in Haus |
| ja   | Datei hochladen | Friedhofsummauerung mit Kreuzweg HERIS-ID: 76283 Objekt-ID: 89839 TKK: 50228, 50219, 50224, … | Dorf 13 Standort KG: St. Jakob      | Der Friedhof ist von einer aus der ersten Hälfte des 18. Jahrhunderts stammenden, 1777 teilweise erneuerten Mauer umgeben. In die Ummauerung eingelassen sind 14 Nischenbildstöcke mit holzschindelgedeckten Satteldächern. In den rundbogigen Nischen befinden sich hölzerne Bildtafeln mit Kreuzwegstationen, die 1973 von Robert Siorpaes nach Vorlage von Gebhard Fugel erneuert wurden, darunter kleine, seitlich ausschwingende Nischen mit den Stationsnummern. | BDA-Hist.: Q38143157 Status: § 2a Stand der BDA-Liste: 2025-06-30 Name: Friedhofsummauerung mit Kreuzweg GstNr.: 3, 1/6 Cemetery St. Jakob in Haus   |
| ja   | Datei hochladen | Friedhof samt Friedhofstor HERIS-ID: 76284 Objekt-ID: 89840 TKK: 50228                        | Dorf 13 Standort KG: St. Jakob      | Der Friedhof ist seit 1737 urkundlich belegt. 1777 wurde ein Teil der Umfassungsmauer erneuert, 1987 wurde er Richtung Norden erweitert. Er umgibt die Kirche auf allen Seiten und wird von einer Mauer mit Kreuzwegstationen begrenzt. Eingänge befinden sich an der West- und Ostseite, das Tor im Westen wird von zwei Nischenpfeilern mit einfachen Rundnischen zum Friedhof hin eingerahmt. In der nördlichen Nische befindet sich eine Holzskulptur Christus am Ölberg aus dem 20. Jahrhundert, in der südlichen eine Holzskulptur des Schmerzensmannes aus dem zweiten Viertel des 18. Jahrhunderts, die Franz Offer d. J. zugeschrieben wird. In die nördliche Friedhofsmauer ist die Aufbahrungshalle integriert, die 1987 nach Plänen von Walter Petrej errichtet wurde, im östlichen Teil steht das Kriegerdenkmal mit monumentalem Kruzifix. | BDA-Hist.: Q38143183 Status: § 2a Stand der BDA-Liste: 2025-06-30 Name: Friedhof samt Friedhofstor GstNr.: 3 Cemetery St. Jakob in Haus              |
| ja   | Datei hochladen | Rosenberger-Grabstein HERIS-ID: 76285 Objekt-ID: 89841                                        | bei Dorf 13 Standort KG: St. Jakob  | Anmerkung: Der Grabstein ist in den Sockel der Kreuzwegstation XIV eingelassen. | BDA-Hist.: Q38143212 Status: § 2a Stand der BDA-Liste: 2025-06-30 Name: Rosenberger-Grabstein GstNr.: 3                                              |
| ja   | Datei hochladen | Edenhauser-Grabstein HERIS-ID: 76286 Objekt-ID: 89842                                         | Dorf 13 Standort KG: St. Jakob      | | BDA-Hist.: Q38143233 Status: § 2a Stand der BDA-Liste: 2025-06-30 Name: Edenhauser-Grabstein GstNr.: .1                                              |
| ja   | Datei hochladen | Kriegerdenkmal HERIS-ID: 76287 Objekt-ID: 89843 TKK: 50208                                    | Dorf 13 Standort KG: St. Jakob      | Das Kriegerdenkmal für die Gefallenen und Vermissten beider Weltkriege wurde 1951 anstelle eines 1922 aufgestellten Denkmals errichtet. Es besteht aus einem Kruzifix mit schindelgedecktem Dach und überlebensgroßem Corpus, das von Simon Rendl für das ursprüngliche Denkmal geschaffen wurde und einem von Siegfried Trenkwalder gestalteten Podest mit einer Tafel mit den Namen der Gefallenen und der Darstellung eines trauernden Soldaten. | BDA-Hist.: Q38143254 Status: § 2a Stand der BDA-Liste: 2025-06-30 Name: Kriegerdenkmal GstNr.: 3                                                     |
| ja   | Datei hochladen | Widum HERIS-ID: 40154 Objekt-ID: 40050 TKK: 50207                                             | Pfarrgasse 4 Standort KG: St. Jakob | Das zweigeschoßige Mittelflurhaus mit sehr steilem, holzschindelgedecktem, leicht geschmiegtem Walmdach über einer Hohlkehle wurde 1789/90 erbaut. Die beiden an den Giebelseiten liegenden Portale weisen seitlich rundbogig ausschwingende Oberlichten auf. Sämtliche Fenster und Türen sind durch geohrte, putzfaschenartige Vertiefungen hervorgehoben. Im Keller findet sich ein Tonnengewölbe mit Stichkappen. | BDA-Hist.: Q37993167 Status: Bescheid Stand der BDA-Liste: 2025-06-30 Name: Widum GstNr.: 28                                                         |